# Балог на Ипељу
Балог на Ипељу (слч. Balog nad Ipľom) насељено је мјесто са административним статусом сеоске општине (слч. obec) у округу Вељки Кртиш, у Банскобистричком крају, Словачка Република.

## Становништво
| Година:    | 1994. | 2004.   | 2014.   | 2024.   |
| ---------- | ----- | ------- | ------- | ------- |
| Број људи: | 835   | 826     | 833     | 774     |
| Разлика:   |       | -1,07 % | +0,84 % | -7,08 % |

| Година:    | 2023. | 2024.   |
| ---------- | ----- | ------- |
| Број људи: | 763   | 774     |
| Разлика:   |       | +1,44 % |

Према подацима о броју становника из 2024. године насеље је имало 774 становника.